# Hemmelsdorfer See
Hemmelsdorfer See è un lago nello Schleswig-Holstein orientale, in Germania. Ad un'altitudine di -0,10 m, la sua superficie è di 4,48 km².
Il lago ha diversi immissari come il fiume Aalbeck che poi come emissario sfocia nel golfo di Lubecca.
L'ambiente circostante è caratterizzato da un paesaggio collinare, ricoperto da foreste, zone umide e da terreni agricoli adibita alla coltivazione di cereali, colza e fragole.
Il lago con il suo fertile paesaggio collinare si trova nell'entroterra della costa, dove a pochi km. di distanza si trovano le famose località marittime di Travemünde e Timmendorfer Strand.

## Particolarità
L'Hemmelsdorfer See è diviso in due bacini completamente diversi. Il bacino settentrionale, che è più grande, ha una profondità di quattro metri, sotto il livello del mare. Il bacino meridionale più piccolo è caratterizzato da una grande depressione (conseguenza di una glaciazione dell'era glaciale). In questa parte meridionale dell'Hemmelsdorfer See, l'Università HafenCity di Amburgo ha effettuato uno studio con tecnologia sonar il 31 agosto 2007 al fine di determinare il punto più basso sulla terraferma in Germania. Il punto più profondo è di 39,5 m sotto il livello del mare ed è stato contrassegnato con una boa.